# عرفان مرکابا

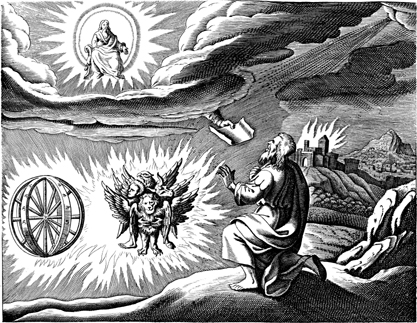
رویای حزقیال نقاشی توسط ماتئوس مریان سال ۱۶۷۰ میلادی.

عرفان مرکابا یا عرفان ارابه، شاخه‌ای از عرفان یهودی بود که در بین سالهای ۱۰۰ قبل از میلاد تا ۱۰۰۰ میلادی رایج بود و بر اساس رویای حزقیال در کتاب حزقیال بنا نهاده شده بود. یکی از مهمترین کتابهای این شاخه معاسه مرکابا نام دارد.

## معنی لغوی
لغت مرکابا به معنی سواری کردن و از ریشه رکب است. لغت مرکب یا ارابه در عهد عتیق ۴۴ بار تکرار شده است که اکثر آنها مربوط به ارابه‌های مادی در زمین است. ارابه مرکابا معمولاً با رویای حزقیال مرتبط است ولیکن در داستان رویای حزقیال لغت ارابه استفاده نشده است.
لغت ارابه معمولاً مرتبط با ارابه‌ای است که حزقیال در رویا دید. در رویا حزقیال دید که عرش خدا توسط چهار حیوت (عبری: חיות) (موجودات زنده: فرشته) حمل می‌شود که هریک دارای چهار بال و صورت مرد، شیر، گاو و عقاب است.

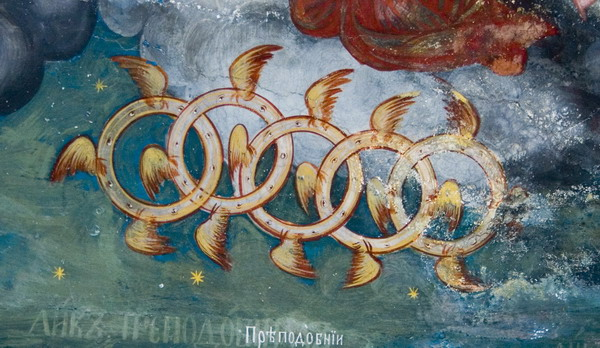
ارابه حزقیال در کلیسای سنت جان در مقدونیه.

## تاریخچه
عرفان مرکابا در پنج برهه زمانی شکل گرفت:
- ۸۰۰ تا ۵۰۰ قبل از میلاد، مسائل عرفانی در تنخ نظیر رویای حزقیال
- از سال ۵۳۰ قبل از میلاد، به خصوص ۳۰۰ تا ۱۰۰ قبل از میلاد، نوشتار آخرالزمانی
- نوشته‌های ربانی از سال ۱۰۰ قبل از میلاد، مخصوصا بین ۰ تا ۱۳۰ میلادی، داستان پردس در همین زمان نقل شده است.
- ۰ تا ۲۰۰ میلادی تا سال ۱۰۰۰ میلادی، نوشتارهای هخالوت

## ممنوعیت مطالعه
در تلمود مطالب متناقضی در مورد عرفان مرکابا ذکر شده است. ولیکن تنها ربیهایی که بسیار معروف بودند در مورد آن نظر داده‌اند. به طور مثال در تلمود ذکر شده است که دانش مخفی نباید در انظار عمومی مورد بحث قرار گیرد :"چیزهایی که برای تو سخت است را جستجو نکن، بلکه چیزهایی را بجوی که در توان تو باشد. ولیکن آنچه به تو دستور داده شده است به عواقب آن فکر کن زیرا احتیاجی نیست چیزهای مخفی آشکار گردد". معاسه برشیت و معاسه مرکابا نباید با کسانی که به قدر کافی حکمت ندارند و آن را نمی‌فهمند توضیح داده شود. بر اساس بخش یر حگیگا معلم باید فقط سرفصل را بخواند و در صورتی که شاگرد دارای ارزش کافی بود کل فصل خوانده شود. بر  اساس نظر ربی امی دانش مخفی فقط باید به کسی داده شود که دارای پنج ویژگی ذکر شده در کتاب اشعیا ۳:۳ و حداقل سن مشخصی باشد. وقتی ربی جوهانان قصد داشت ربی الیزر را وارد معاسه مرکابا کند او پاسخ داد سن من به قدر کافی نیست.

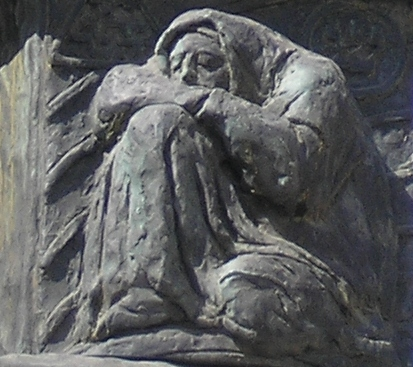
کابالای قرون وسطی. وضعیت بدن شبیه وضعیت پیروان مرکابا است، سر بین زانوان، همانگونه که در تلمود ذکر شده است.

## توسعه
در بیرون از نوشتارهای ربانی، نوشتارهای آخرالزمانی نیز به عرفان مرکابا اشاره کرده‌اند. نوشتارهای یافت شده در دریای مرده و نوشتارهای عرفانی یهودی که به تازگی کشف شده‌اند به این مسئله اشاره دارند. نوشتارهای مرکابا توصیف دقیقی از هفت لایه بهشت که توسط فرشتگان محافظت می‌شوند ارائه کرده‌اند. بالاترین لایه بهشت خود دارای هفت مرحله است و در بالاترین مرحله آن عرش خداوند قرار دارد که توسط فرشتگان احاطه شده است. پیروان عرفان مرکابا اعتقاد داشتند که قادرند معراج انجام داده و از این لایه‌های بهشت بالا روند. مشخص نیست که این تجربه‌های معراج دارای منبع یهودی هستند یا منابعی غیریهودی دارند.

## معاسه مرکابا

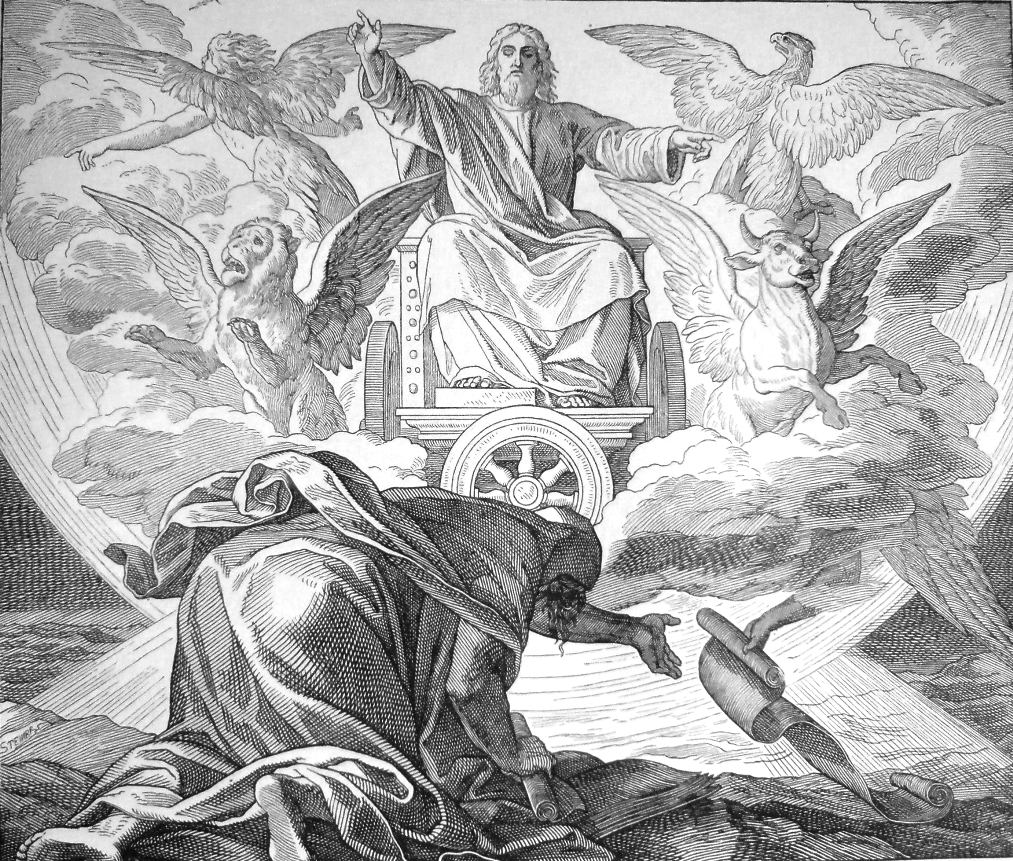
عرفان مرکابا

معاسه مرکابا نام نوشتاری درباره عرفان مرکابا است که توسط گرشوم شولم کشف شده است. این نوشتار در زمان نابودی معبد دوم (حدود ۷۰ میلادی) نوشته شده است. هخالوت اشاره دارد که امکان معراج به بهشت وجود دارد با اینکه هخل (هیکل سلیمان) از بین رفته است. این نوشتار ارتباط زیادی با نوشتارهای کابالا دارد که اشاره می‌کند که ممکن است که به جای اینکه خدا به نزد انسان به زمین بیاید انسان به نزد خدا بالا رود. این نوشتار به نظر برگرفته از نوشتارهای عرفانی در طومارهای دریای مرده میاید. بسیاری پیروان عرفان مرکابا و بعدا کابالا به رویای حزقیال توجه خاصی داشتند و اعتقاد داشتند که رمز خلقت در کتاب حزقیال نهفته است. بعضی روحانیون یهودی اعتقاد داشتند که توجه بیش از حد به این مسائل ممکن است باعث کفر و بت‌پرستی شود و پیروان خود را از این عرفان منع می‌کردند. نوشتارهای یهودیان حسیدی به بسط رویای حزقیال و چگونه هر قسمت آن با آفرینش مرتبط است می‌پردازد.

## نوشتارهای هخالوت
بیشتر علاقه نوشتارهای هخالوت به روش معراج به بهشت و دیدن آینده و احضار فرشتگان به منظور فهم درون تورات است. در رویاهای خود عارفان از بدن مادی خود جدا شده و وارد دنیای فضایی می‌شدند که در آن از هفت مرحله بهشت بالا می‌رفتند و وارد هفت اتاق عرش خداوند می‌شدند. این سفر، بسیار خطرناک دانسته می‌شد و قبل از انجام آیین آن باید مدت زیادی خودسازی و پاک کردن نفس انجام می‌شد. همچنین عارف باید وردهای خاصی می‌دانست و نام فرشتگان را بلد بود تا بتواند از فرشتگان نگهبان عبور کند. این معراج با استفاده از آیین خاصی که در آن شعرهای خاصی خوانده می‌شد و نامهای خدا در یهودیت مورد استفاده قرار می‌گرفت انجام می‌شد. نوشتارهای زیادی در مورد نامهای مقدس خدا و قدرت هریک نوشته شده است. پیروان عرفان مرکابا اعتقاد داشتند موسی به کمک نام خداوند موفق شد رود نیل را باز کند. هدف عارفان این بود که آنقدر در هفت لایه بهشت بالا روند تا به عرش خداوند برسند و او را ببینند.

## داستان پردس
در تلمود داستان چهار ربی آورده شده است که بر اساس عرفان مرکابا معراج انجام می‌دهند. از این چهار نفر تنها ربی آکیواست که سالم بالا می‌رود و پایین برمیگردد. بن عزای می‌میرد. بن زوما دیوانه می‌شود. آخر کافر می‌شود.

## چهار دنیای کابالا
کابالا ارتباطی بین رویای حزقیال و چهار دنیا در کابالا برقرار می‌کند. بالاترین دنیا، آتزیلوت، دنیایی است که در آن حضور الهی بدون خودآگاهی وجود دارد که در آن عرش خداوند قرار دارد.